# Choroba Castlemana

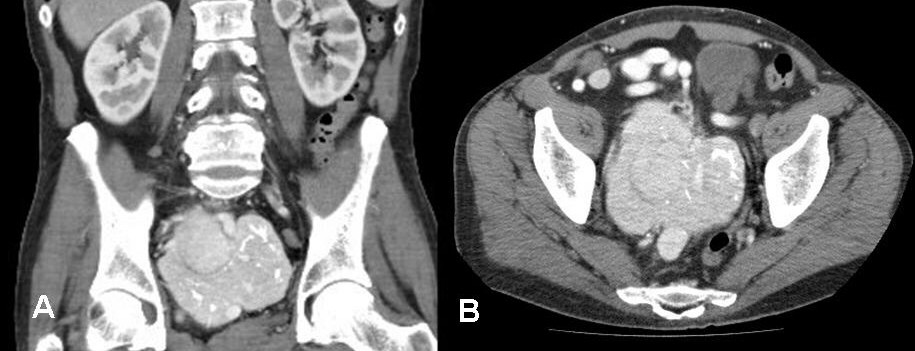
Guz Castlemana o zaotrzewnowej lokalizacji w obrazie CT. Wymiary guza: 10,0×9,2 cm; guz jest dobrze unaczyniony i ma zwapnienia (jasne plamy).

Choroba Castlemana (ang. Castleman's disease) – rzadkie schorzenie polegające na nienowotworowym rozroście komórek układu limfatycznego, do którego dochodzi w węzłach chłonnych lub poza nimi. Choroba Castlemana może być zlokalizowana (ang. unicentric Castleman's disease, UCD) lub wieloogniskowa (ang. multicentric Castleman's disease, MCD). Około 50% przypadków MCD spowodowanych jest przez herpeswirusy KSHV (ang. Kaposi's sarcoma-associated herpesvirus), a w patofizjologii choroby odgrywa istotną rolę hipersekrecja IL-6.
Chorobę opisał w 1954 roku amerykański patolog Benjamin Castleman.